# Arco mongolo

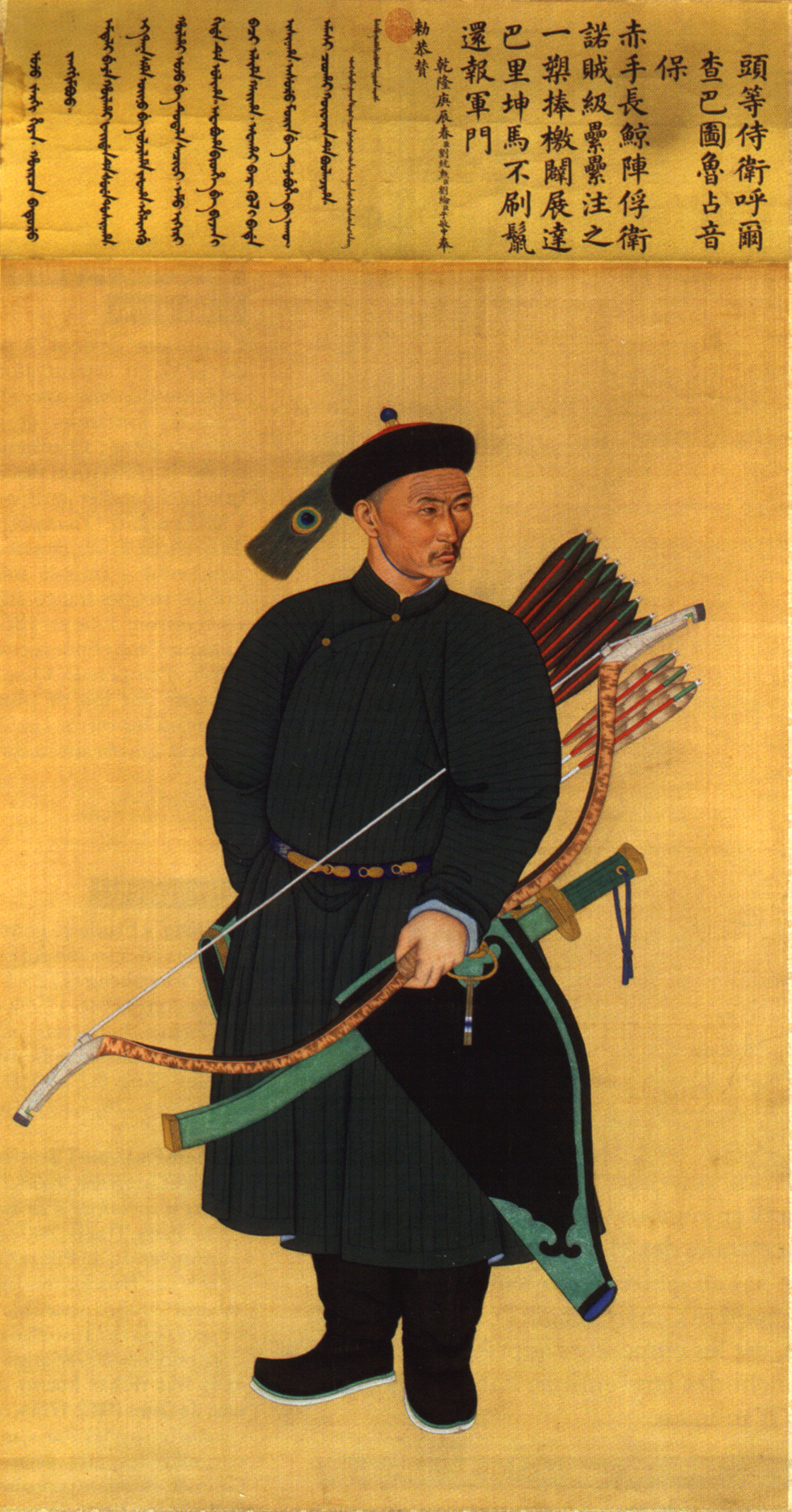
Membro della Guardia Imperiale dell'imperatore Qianlong (1711-1799), a. 1760 - il suo arco composito del tipo Qing fu il modello da cui sviluppò l'arco mongolo attuale.

L'arco mongolo è il tradizionale arco composito in uso presso i Mongoli. Anticamente rinomato per la sua praticità ed efficienza sul campo di battaglia, l'attuale arco mongolo è diverso dagli archi più piccoli utilizzati dai guerrieri di Gengis Khan. Attualmente, in Mongolia, durante le manifestazioni di Naadam (le “pratiche virili”), si utilizzano archi molto simili a quelli in uso in Cina durante la Dinastia Qing. L'evoluzione scattò nel momento in cui i Manciù, conquistata la Mongolia, proibirono la fabbricazione di archi per tenere sotto controllo il paese. Solo nel 1921 i mongoli poterono tornare a fabbricare archi ma lo fecero basandosi sul modello dell'arco Manciù.

## Costruzione

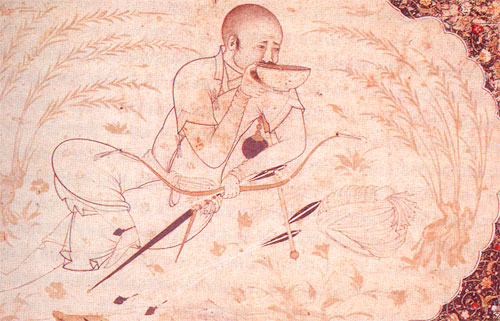
Hulagu Khan con l'antico arco composito usato al tempo dell'espansione mongola

Gli archi mongoli, antichi e moderni, sono prodotti della tradizione Asiatica dell'arco composito. La parte esterna è in legno, quella interna in corno e il dorso in tendine, il tutto è tenuto insieme da semplice colla animale. Dato che la colla animale si scioglie in acqua, gli archi mongoli rischiavano di essere danneggiati dalla pioggia e dall'umidità. Gli archi venivano protetti avvolgendovi intorno delle strisce di corteccia di betulla impermeabile. Per una maggiore protezione, quando non erano usati, erano tenuti in una custodia di cuoio.
Costruire un arco mongolo richiedeva molto tempo: dopo la lavorazione dei materiali e l'assemblaggio, la colla e i tendini richiedevano alcuni mesi di "stagionatura" per consolidarsi.

### Supporto della corda

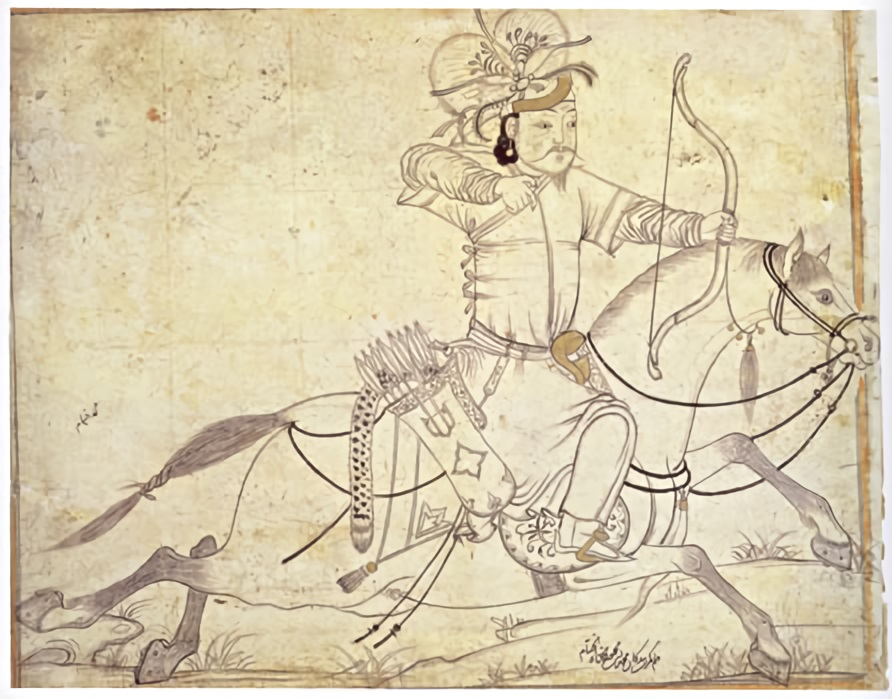
Arciere mongolo risalente alla Dinastia Timurid -dipinto di Muhammad ibn Mahmudshah al-Khayyam, inizio XV secolo).

La principale differenza tra l'arco mongolo moderno e gli altri archi compositi è il supporto della corda (o ponticello): un sostegno in corno, legno o pelle che serve a impedire il contatto tra la corda e le estremità dell'arco. Questo aumenta la forza esercitata all'inizio della tensione della corda, aumentando leggermente l'energia meccanica immagazzinata dall'arco che viene trasferita alla freccia nel rilascio; il ponticello aumenta anche la lunghezza della corda usata. I ponticelli non sono documentati ai tempi dell'Impero Mongolo: compaiono nelle rappresentazioni artistiche cinesi nel tardo periodo Manciù, durante la dinastia Qing. I tuman di Gengis Khan usarono i modelli di arco all'epoca caratteristici delle varie tribù.

## Gittata

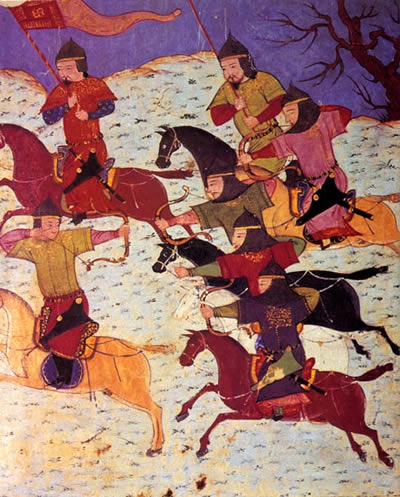
Arcieri mongoli all'epoca della grande conquista: usavano archi piccoli, adatti per scoccare da cavallo.

Una stele trovata vicino Nerchinsk, in Siberia, recita: "Mentre Chinggis (Genghis) Khan stava tenendo consiglio con i dignitari del popolo mongolo, a seguito della conquista di Sartaul (Khwarezm), Yesüngge (il figlio di un fratello di Gengis) colpì un bersaglio lontano 335 ald (circa 536 metri)."
Nel romanzo storico "Khökh Sudar", Injinashi, un filosofo, storico e scrittore mongolo, descrive una competizione a cui parteciparono tutti gli uomini mongoli nell'anno 1194-1195: cinque arcieri colpiscono il bersaglio da 500 "archi" di distanza, dove un "arco" è circa un metro.
Le fonti citate sopra sono molto romanzate e quindi poco affidabili, la gittata è stata sicuramente esagerata in questi due testi e risulta di gran lunga superiore alla gittata di qualsiasi arco conosciuto (eccetto l'arco turco, simile all'arco mongolo ma in genere costruito con materiali migliori, anche in questo caso, però, basandosi su fonti del XVII-XIX secolo, poco certe). Quasi sicuramente la gittata dell'arco mongolo antico era paragonabile a quella degli altri archi compositi.

## Presa e rilascio
Lo stile mongolo di tensione dell'arco prevede che il pollice sia l'unico dito a tirare la corda, con l'indice e il medio sovrapposti a rinforzare la presa. Questa tradizione è comune in tutte le steppe dell'Asia, in Corea, Giappone, Tibet, Cina, Turchia, India e Persia moderna. Era usata anche da Ishi, l'ultimo nativo Yana, con i suoi archi corti.
Questa tecnica garantisce una presa più stretta sulla corda. Gli arcieri mongoli indossavano un anello di metallo per proteggere il pollice. Questo stile permette di evitare un problema tipico della presa mediterranea: quando le tre dita usate non rilasciano la corda nello stesso momento, rovinando lo scocco della freccia. Questa presa viene generalmente usata tenendo la freccia sulla destra dell'arco per gli arcieri destri e sulla sinistra per gli arcieri mancini.